# Kornelia Kunisch
Kornelia Kunisch (n. 17 octombrie 1959, Lübben (Spreewald), Brandenburg, Germania) este o handbalistă germană, medaliată olimpică. A participat la o ediție a Jocurilor Olimpice (1980) în care a câștigat o medalie de bronz.

## Participări
Lista de mai jos prezintă principalele competiții la care a participat Kornelia Kunisch de-a lungul carierei.
- handball at the 1980 Summer Olympics – women's tournament[*]